# Claude Linotte de Poupehan
Claude Louis Linotte de Poupehan (Bouillon, 10 februari 1764 - 4 augustus 1837) behoorde tot de Zuid-Nederlandse adel.

## Levensloop
In 1760 verleende hertog Charles de Bouillon erfelijke adel aan Charles-Henri Linotte, heer van Poupehan.
Claude was een zoon van Charles-Henri Linotte, procureur-generaal bij het soeverein gerechtshof van Luxemburg, commandant van de stad en het hertogdom Bouillon, burgemeester van Bouillon, en van Anne Bodson de Noirefontaine. Onder het ancien régime was Claude heer van Poupehan en werd zelf ook procureur-generaal bij het soeverein gerechtshof van Luxemburg.
In 1789 trouwde hij met Amable Lasnier (†1790) en ze hadden een enige dochter, Amable, die in 1811 trouwde met Charles Bodson de Noirefontaine (1785-1814), een echtpaar dat kinderloos bleef.
In 1816 werd Linotte erkend in de erfelijke adel en benoemd in de Ridderschap van Luxemburg. Bij zijn dood doofde het huis Linotte uit.